# 2 كيه 6 لونا
2 كيه 6 لونا (الروسية: Луна، ت.ح. 'القمر') نظام صواريخ مدفعية سوفيتي قصير المدى، داسر صلب غير موجه ومثبت الدوران. تسمية جي آر إيه يو له 2K6.